# Eleonore Koch
Eleonore Koch, também chamada Lore Koch (Berlim, 2 de abril de 1926 – São Paulo, 1 de agosto de 2018), foi uma pintora e escultora brasileira de origem alemã. Seus quadros evocam a memória de objetos cotidianos, enquanto explora a natureza sensorial da pintura pela tensão entre planos de cor e linha.

## Primeiros anos
Koch nasceu em Berlim, Alemanha, em 1926, filha da psicanalista judia Adelheid Koch e do advogado Ernst Koch; ela tinha uma irmã mais velha, Esther. Sua família emigrou para São Paulo, Brasil, em 1936, fugindo da perseguição do regime nazista,
Aos 17 anos Koch ingressou no Museu Nacional de Belas Artes para estudar, mas, insatisfeita com a experiência, abandonou o curso em pouco tempo. Por sugestão de seus pais, aprendeu encadernação e trabalhou em várias livrarias da colônia imigrante. Interessada tanto em pintura quanto escultura, teve aulas particulares com os artistas Yolanda Mohalyi, Elisabeth Nobiling, Samson Flexor, e, a partir de 1947, Bruno Giorgi. A partir de 1949, residiu em Paris, e continuou seus estudos com o pintor Árpád Szenes e o escultor  Robert Coutin.

## Carreira
Ao retornar a São Paulo, em 1952, Koch trabalhou como assistente de cenógrafa para a recém-criada TV Tupi, e também na Universidade de São Paulo, como assistente dos cientistas Mário Schenberg e César Lattes. Através de seu contato com o psicanalista, colecionador e crítico de arte Theon Spanudis, ela conheceu o pintor Alfredo Volpi, e de 1953 a 1956 foi sua aluna, mudando seu foco neste período da escultura para a pintura. Volpi influenciou fortemente sua obra, e ela tornou-se conhecida como sua única discípula.
Depois de terem sido repetidamente rejeitadas durante a década de 1950, as obras de Koch foram exibidas em quatro Bienais Internacionais de São Paulo consecutivas entre 1959 e 1967.
Em 1966 sua carreira deu uma guinada significativa quando, durante uma estada temporária em Londres, sua obra foi aceita para exposição na Mercury Gallery, e chamou a atenção do rico colecionador Alistair McAlpine, que tornou-se seu mecenas por alguns anos. Como resultado, Koch mudou-se para Londres em 1968, vivendo na cidade pelas duas décadas seguintes.  Nesse período, continuou a desenvolver sua arte. Por volta de 1976 trabalhou como tradutora de português para a Scotland Yard, cargo que ocupou por 13 anos.
Em 1989, aos 63 anos, Koch finalmente retornou ao Brasil, mudança de vida que lhe fez recontactar as cores e formas de sua arte.
Embora desconhecida do público geral  até pouco tempo atrás, conquistou certo reconhecimento em círculos artísticos. Ganhou maior atenção em 2013, quando a editora Cosac Naify publicou um livro dedvotado a sua obra, Lore Koch, com texto do crítico de arte Paulo Venancio Filho.

## Morte
Koch morreu em 1° de agosto de 2018, em São Paulo.